# Julie Andrews
Dame Julie Elizabeth Andrews, DBE (nome alternativo: Julie Andrews-Edwards - nascida Julia Elizabeth Wells; Walton-on-Thames, Surrey, 1 de outubro de 1935), é uma atriz, cantora, dançarina, diretora teatral e escritora britânica, célebre especialmente por suas performances nos mais variados musicais do teatro e do cinema. Também sempre dedicou-se ao trabalho na televisão. Foi homenageada pela Rainha Elizabeth II, do Reino Unido, com a Ordem do Império Britânico em 31 de dezembro de 1999, além de também ter sido eleita, em 2002, uma das 100 maiores personalidades britânicas de todos os tempos, ocupando a 59.ª posição.
Além de ter recebido um Oscar de melhor atriz, ela é detentora de cinco Globos de Ouro, três Grammys e dois Emmys, dentre outros prêmios. Em 1996, Andrews recusou a que seria a sua terceira indicação à mais alta honraria concedida aos artistas do teatro - o Prêmio Tony, na categoria Melhor atriz em musical, um prêmio para o qual ela era a favorita a ganhar -, pela performance na peça "Victor/Victoria", o tendo feito devido à circunstância de o restante elenco e equipe da peça terem sido ignorados pela premiação.
Dotada de grande habilidade vocal desde muito jovem (sua voz de soprano chegava a variar de C3 a E7 4 oitavas), foi como atriz-mirim que ela fez sua estreia na década de 1940 nos teatros do West End, em Londres, indo para a Broadway em 1954 e lá debutando como estrela do musical "The Boy Friend" (O namoradinho); o auge viria com os sucessos de "My Fair Lady" e "Camelot", que garantiram-lhe indicações ao Tony. Ela também apareceria em 1957 no filme musical feito para a TV "Cinderella", que quebrou recordes, tendo sido assistido por mais de 100 milhões de telespectadores, e que rendeu-lhe uma indicação ao Emmy.
Julie tornou-se a única atriz a ter vencido um Oscar pela atuação num filme de Walt Disney, tendo este sido o musical Mary Poppins (1964), que também marcou sua estreia no cinema. Quando estrelou The Sound of Music (1965), conseguiu superar a bilheteria de Gone with the Wind (1939). E por consequência de seu desempenho e sucesso em The Sound of Music, Andrews recebeu sua segunda indicação ao Oscar, e sua imagem foi instantaneamente consolidada como uma das personalidades artísticas mais influente dos anos 60. Outros de seus sucessos foram os filmes The Americanization of Emily (1964), que ela descreveu como seu filme preferido, Hawaii (1966), Torn Curtain (1966) e Thoroughly Modern Millie (1967) - filmes estes que a tornaram a atriz mais lucrativa da época.
Na década de 1970, a carreira cinematográfica de Andrews abrandou após as decepções comerciais de Star! (1968), Darling Lili (1970) e The Tamarind Seed (1974), embora retornasse à proeminência com o sucesso dos filmes 10 (1979) e Victor/Victoria (1982), recebendo, pelo último, uma terceira indicação ao Oscar. Nos anos seguintes da década de 1980, estrelou filmes aclamados pela crítica mas que foram fracassos comercias, como That's Life! (1986) e Duet for One (1986), retirando-se do cinema na década de 90 e retomando às suas atividades teatrais, destacando-se sobretudo na Broadway com o sucesso da versão teatral de Victor ou Victória?.
Seu alcance vocal foi danificado em 1997 após uma mal-sucedida cirurgia para a retirada de alguns nódulos não-cancerosos de sua garganta, fato que a deixou profundamente deprimida, o que a fez recorrer a um acompanhamento psicológico para que pudesse superar a perda. Em 2003, Andrews revisitou seu primeiro sucesso na Broadway, com uma nova montagem de "The Boy Friend", no Teatro Bay Street, em Nova Iorque, porém desta vez fazendo a sua estreia como diretora de teatro. A década de 2000 também marcou o seu bem-sucedido retorno ao cinema, com as participações nos sucessos The Princess Diaries (2001), a sequência The Princess Diaries 2: Royal Engagement (2004), a franquia Shrek (2004-2010) e Despicable Me (2010). Andrews também escreve livros infantis, e em 2008 publicou uma autobiografia intitulada "Home: A Memoir of My Early Years".
Por sua contribuição para a indústria cinematográfica, Andrews possui uma estrela na Calçada da Fama de Hollywood, localizada no número 6901 da Hollywood Boulevard. Recebeu um tributo no Oscar de 2015 por sua carreira. O tributo foi interpretado por Lady Gaga e foi um mash-up de várias músicas de The Sound of Music. No ano de 2019 recebeu o Leão de Ouro, prêmio de honra no Festival de Veneza.

## Infância
Batizada com o nome de Julia Elizabeth Wells, seu pai era um professor de trabalhos manuais chamado Edward Charles "Ted" Wells, e sua mãe uma pianista de nome Barbara Ward Wells (nascida Morris).
Aos dois anos de idade começou a estudar dança com sua tia Joan. Quando completou quatro anos, após o divórcio de seus pais, ela foi morar com a mãe e o padrasto, Ted Andrews, um cantor e artista de vaudeville. Foi Ted Andrews quem descobriu que ela possuía uma voz que, devidamente trabalhada, iria torná-la famosa em toda Inglaterra. Deste herdou o sobrenome, Andrews, adotado legalmente, tendo mudado também o prenome para Julie. Sendo verificado que sua laringe era completamente desenvolvida aos sete anos, começou a ter aulas de canto com Madame Lilian Stiles-Allen.

## Carreira
Ela iniciou sua vida artística aos nove anos de idade, integrando o número formado por sua mãe e seu padrasto, que se apresentavam para as tropas britânicas durante a Segunda Guerra Mundial, em 1945. Nos palcos da West End, em Londres, ela faria sua estreia em 1948, mas somente em 1954 estrearia nos palcos da Broadway, em The Boy Friend. Com sua belíssima voz de soprano, Julie conseguiu encantar as plateias, ganhando reconhecimento através de suas performances em sucessos da Broadway como My Fair Lady e Camelot. Sua vocação para a música e para o estrelato chamou a atenção de Walt Disney, que a convidou para interpretar o papel principal no filme Mary Poppins, musical com o qual levou um Oscar de melhor atriz logo em sua estreia no cinema.

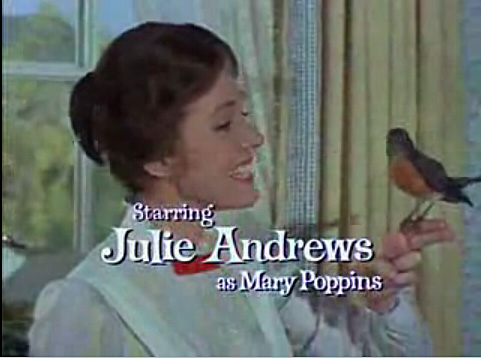
Trailer de Mary Poppins (1964), apresentando a estrela Julie Andrews, em sua estreia no cinema

Naquele ano de 1964 seria lançada pela Warner Bros a versão cinematográfica da peça My Fair Lady, que recebeu o título de Minha bela dama no Brasil. Audrey Hepburn fora convidada para interpretar o papel criado por Julie nos palcos, mas não achou conveniente aceitar e pediu ao presidente da Warner, Jack Warner, que oferecesse o papel à Julie, uma vez que ela era a estrela original da obra. Warner insistia que esta não era uma boa ideia, alegando que o fato de Julie não possuir na época experiência no cinema poderia comprometer o sucesso do filme. Ele também informou a Audrey que, caso ela não aceitasse o convite, o papel seria interpretado por Elizabeth Taylor. No final das contas, Audrey acabou dizendo sim para Warner, ao passo que Julie, independente de Minha bela dama, fez sua estreia nas telas pelas mãos de Walt Disney, com Mary Poppins, o que lhe garantiu o status de revelação do cinema e estrela do ano, face a sua brilhante performance e ao estrondoso sucesso do filme. Quando Andrews foi premiada com o Oscar de melhor atriz, enquanto Hepburn sequer fora indicada, comentários maldosos da época sobre uma suposta rivalidade entre Andrews e Hepburn começaram a ganhar espaço, apesar de ambas as atrizes negaram tais afirmações, tendo as duas inclusive aparecido em várias fotos juntas durante a premiação do Oscar naquele ano. Audrey parabenizou Julie por sua vitória sobre o prêmio, e Julie achou bastante injusto Audrey não ter sido indicada por sua performance. Ainda hoje Julie comenta que Audrey foi uma das mulheres mais admiráveis que ela já conheceu.
Outro fato curioso é que, durante a cerimônia de entrega do Globo de Ouro para Melhor atriz em filme musical, Julie Andrews, que também vencera este prêmio, teve a oportunidade de executar a sua 'doce vingança', como muitos têm chamado, sobre Jack Warner, antes duvidoso em relação à sua capacidade como atriz de cinema; com muita distinção e elegância, em seu discurso de agradecimento pelo prêmio, Julie disse estar grata principalmente a Warner, pois graças a ele tê-la negado o papel principal em Minha bela dama que ela aceitou fazer Mary Poppins, e se isso não tivesse acontecido ela provavelmente não estaria recebendo aquele prêmio. Um discurso breve - que se tornou histórico, algo que foi bastante comentado à época e que o tem sido ainda hoje.

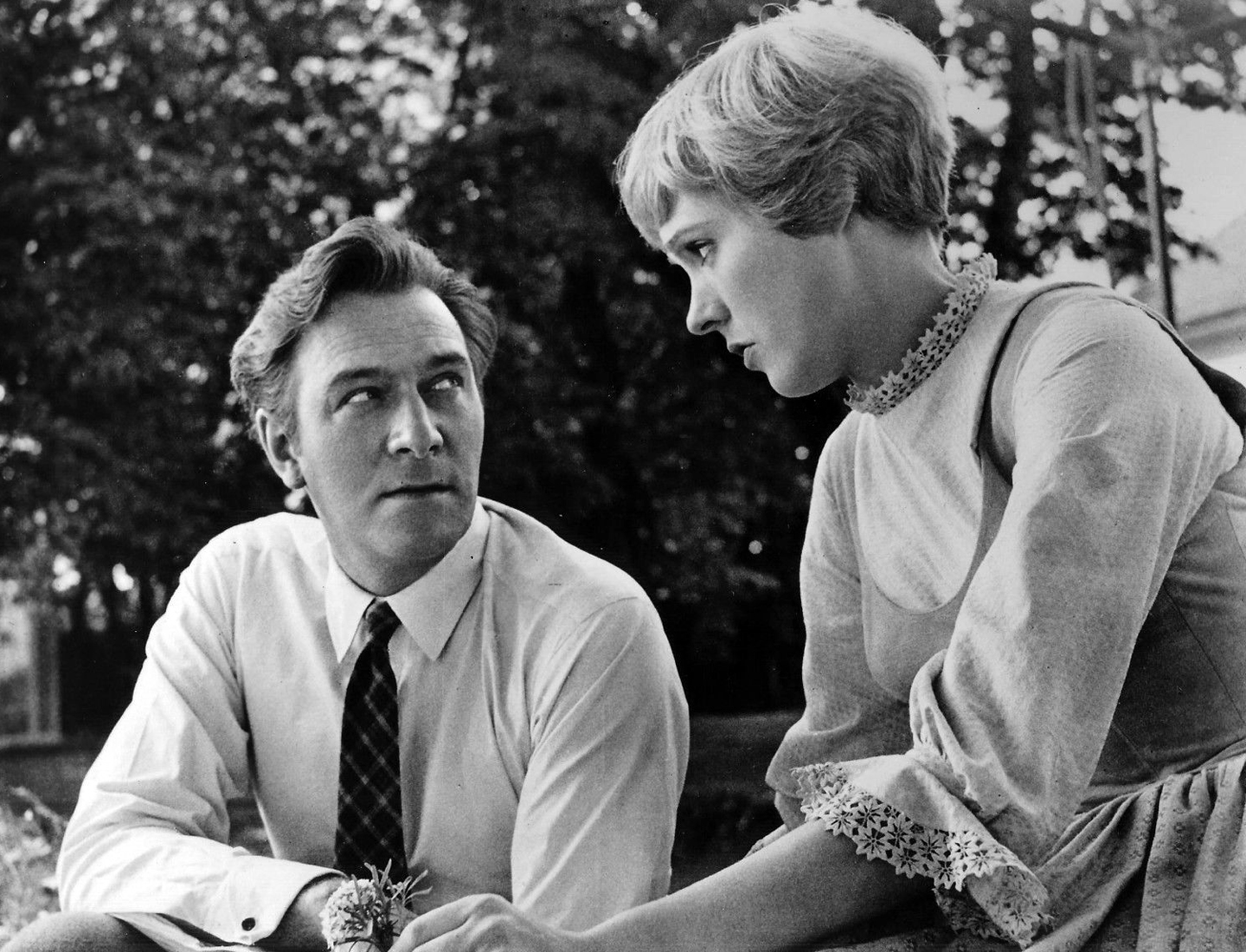
Julie Andrews e Christopher Plummer durante as filmagens de A noviça rebelde ("The Sound of Music", 1965)

Outros filmes importantes se seguiram, como Não podes comprar o meu amor ("The Americanization of Emily", 1964), Cortina Rasgada, ("Torn Curtain", 1966, de Alfred Hitchcock), Havaí ("Hawaii", 1966), Positivamente Millie ("Thoroughly Modern Millie", 1967) A Estrela ("Star!", 1968) e Victor ou Victoria? ("Victor/Victoria", 1982), mas talvez sua atuação mais lembrada, aquela que se tornou indissociável de sua imagem no cinema, tenha sido a da jovem Maria, em A noviça rebelde, ("The Sound of Music", 1965), um dos grandes musicais da Fox, em que faz o papel de uma noviça sem vocação para a vida consagrada que vai cuidar das sete crianças indisciplinados do capitão Georg Von Trapp (Christopher Plummer) e, adorada pelas crianças, apaixona-se pelo patrão, sendo correspondida. O filme é baseado na história verídica da família de cantores Von Trapp.
Somente entre 1964 e 1967 Julie Andrews conseguiu tornar-se uma das atrizes de cinema que fizeram mais sucesso em menos tempo. Ela começou estrelando Mary Poppins, maior bilheteria de 1964 e uma das maiores da História, seguindo com A noviça rebelde, maior sucesso de 1965 e que hoje se mantém como a terceira maior bilheteria da história do cinema - de acordo com os valores ajustados pela inflação -, depois o filme Havaí, que fora o mais bem-sucedido de 1966, também o suspense Cortina rasgada, do mesmo ano, que apesar das más críticas teve uma das maiores bilheterias da Universal, e a comédia musical Positivamente Millie, presente no top 10 dos filmes de maior bilheteria em 1967, que venceu o Oscar de melhor trilha sonora.
No fim de 1997, Julie teve de cancelar um show quando desenvolveu alguns problemas vocais. Posteriormente, ela se submeteu a uma cirurgia para retirar alguns nódulos não-cancerosos de sua garganta, o que a tornou incapaz de cantar. Em 1999, entrou com um processo de negligência médica contra os médicos do Hospital Monte Sinai, de Nova York. Inicialmente, os médicos garantiram que ela recuperaria sua voz dentro de seis semanas, mas sua enteada, Jennifer Edwards, disse em 1999 que dois anos já se haviam passado, e a voz dela cantando não estava a mesma. A ação foi estabelecida em setembro de 2000.

### Década de 2000 - presente
Depois de um longo período afastada do cinema, voltou com sucesso na década de 2000 estrelando filmes familiares como O diário da princesa ("The Princess Diaries", 2001), que revelou o talento de Anne Hathaway, e que teve uma continuação, O diário da princesa 2: casamento real ("The Princess Diaries 2: Royal Engagement", 2004), também estrelada por Julie e Anne Hathaway. Julie também fez dublagens em alguns filmes de animação: em 2004 fez a voz da Rainha Lillian, a mãe da Princesa Fiona (voz de Cameron Diaz) no blockbuster animado Shrek 2, retomando o papel de sua sequência, Shrek Terceiro, em 2007. No mesmo ano, narrou Enchanted, comédia musical satírica a filmes clássicos da Disney, como Mary Poppins. Em 2010 dublou novamente a Rainha Lillian, em Shrek para sempre, o último da franquia Shrek.

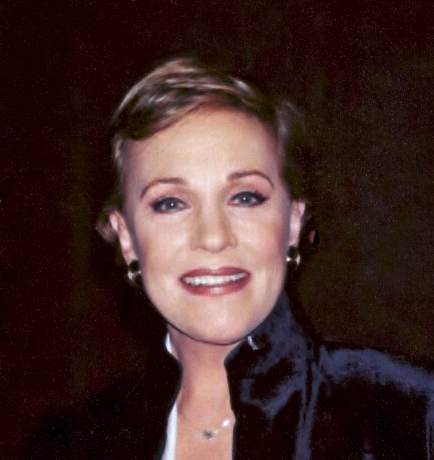
Julie Andrews em 2003

Entre as diversas atividades beneficentes e filantrópicas das quais participou, recebeu o título de Embaixadora da Boa Vontade das Nações Unidas para a UNIFEM, Fundo de Desenvolvimento das Nações Unidas para Mulheres. Em 2001 Julie Andrews foi homenageada pela Society of Singers, durante a celebração de gala, por seu incomparável conjunto de realizações na carreira.
Em 2003, Julie dirigiu o sucesso da Broadway que marcou sua estreia nos palcos, The Boy Friend, no Bay Street Theatre em Nova York, e em 2005 dirigiu a mesma peça no Goodspeed Opera House, no Connecticut.
Em 2008, publicou sua autobiografia, Home: A Memoir of My Early Years.
Voltou a cantar publicamente num show realizado em Londres no dia 8 de maio de 2010, que foi um sucesso de público. Apesar de ter recuperado algumas notas que não conseguia alcançar após a cirurgia na garganta, a maioria de suas canções foram acompanhadas por outros cantores.
A presença de Julie Andrews foi uma das grandes surpresas que a Academia de Artes e Ciências Cinematográficas preparou para o Oscar 2015. Na 87ª cerimônia de entrega do prêmio, ocorrida no dia 22 de fevereiro, um tributo em comemoração aos 50 anos de A noviça rebelde foi oferecido. A atriz Scarlett Johansson apresentou a cantora Lady Gaga, que fora convidada a cantar algumas das mais memoráveis canções deste que é considerado um dos maiores clássicos dentre os filmes musicais que Hollywood já produziu. Após a apresentação de Lady Gaga, Julie Andrews apareceu no palco causando uma grande sensação, sendo longa e fortemente aplaudida, num dos mais belos momentos da noite. Lady Gaga aproveitou o ensejo expressando que Andrews é incomparável. Andrews retribuiu a admiração, chamando a jovem cantora de querida Lady Gaga, e dizendo que Gaga [ao interpretar as canções] havia realmente aquecido o seu coração. Logo em seguida Andrews apresentou os filmes indicados à categoria de Melhor Trilha Sonora, da qual O grande Hotel Budapeste se saiu vencedor.

## Vida pessoal

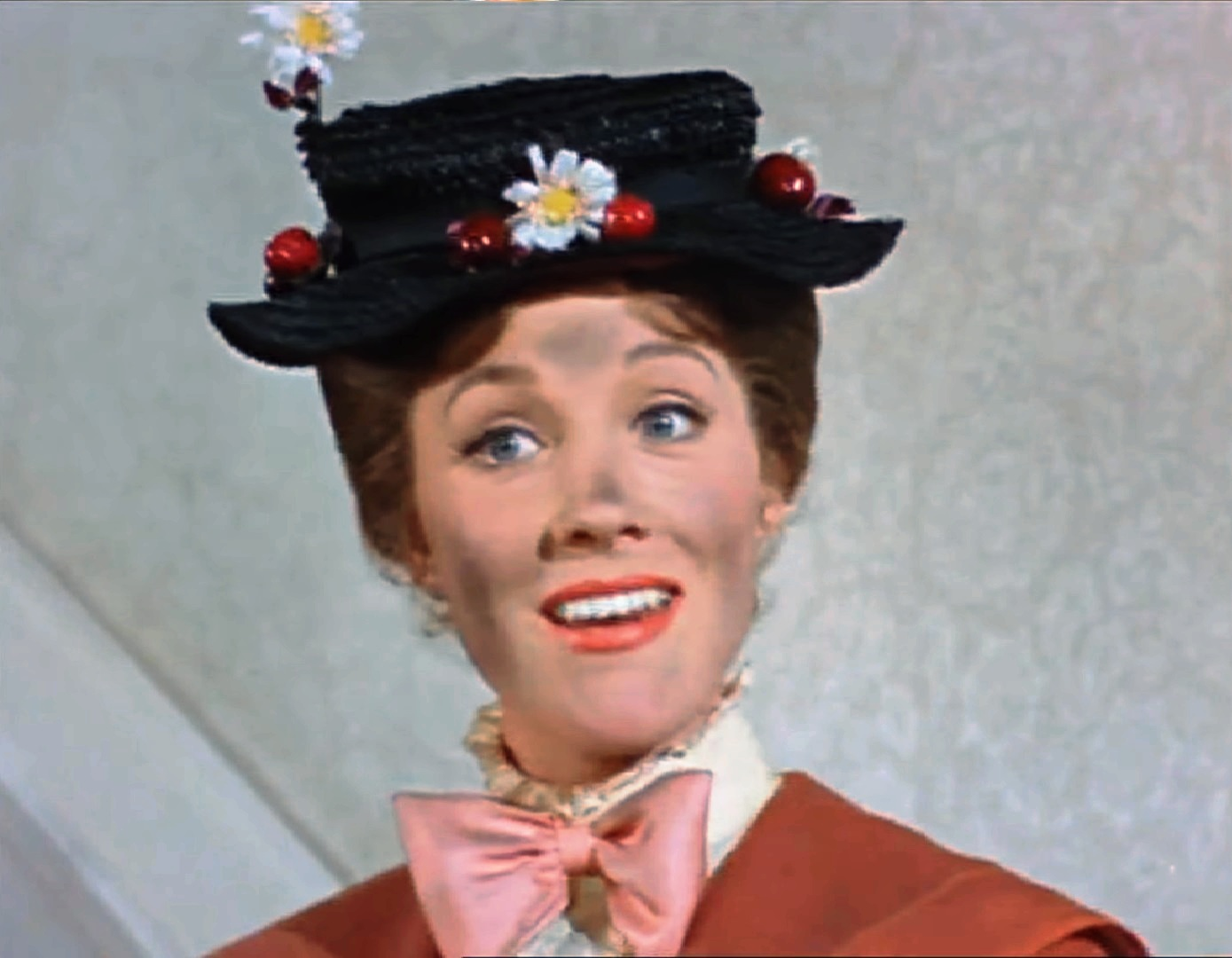
Julie Andrews no trailer do filme Mary Poppins (1964)

Andrews casou-se duas vezes: em 1959, com o cenógrafo e figurinista Tony Walton, quem havia conhecido em 1948 enquanto ela fazia um show em Londres, e de quem se divorciou em 14 de novembro de 1967; e em 1969, com o cineasta Blake Edwards, que a dirigiu em oito filmes: Lili, minha adorável espiã ("Darling Lili", 1970); As sementes de tamarindo ("The Tamarind Seed", 1974); Julie and Dick at Covent Garden (1974); Mulher nota 10 ("10", 1979); S.O.B. (1981); Victor ou Victoria? ("Victor/Victoria", 1982); O homem que amava as mulheres ("The Man Who Loved Women", 1983); e Assim é a vida ("That's Life!", 1986).
Julie é mãe de cinco filhos: Emma Kate (fruto do primeiro casamento), os dois filhos de Edwards, Jennifer e Geoffrey, e Amy e Joanna, estas últimas adotadas pelo casal em 1974. Julie e Edwards foram casados até a morte do diretor, em 16 de dezembro de 2010. Em homenagem a ele, ela sempre pedia para que os livros infantis que ela escreve aparecessem como sendo de autoria de Julie Andrews-Edwards.

## Filmografia

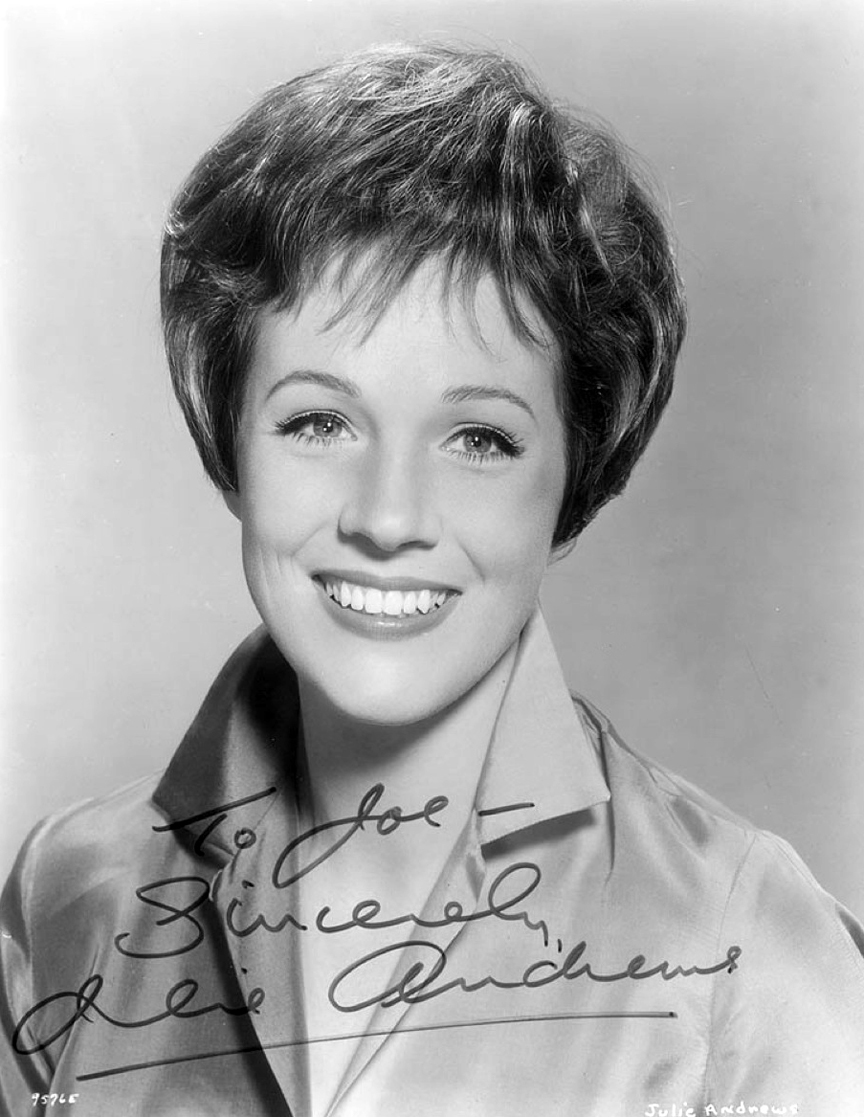
Andrews em 1965

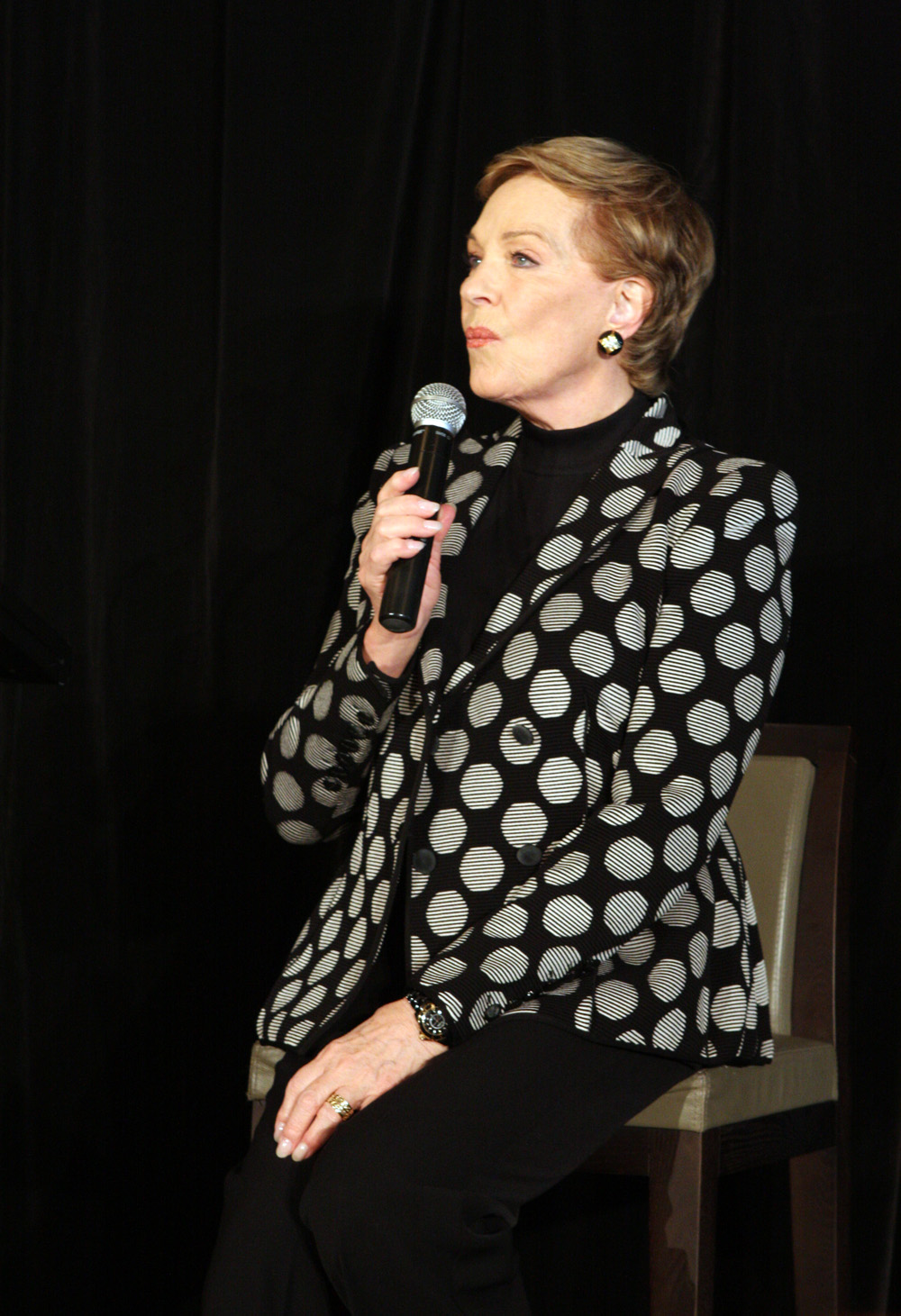
Em Sydney, Austrália, 16 de maio de 2013

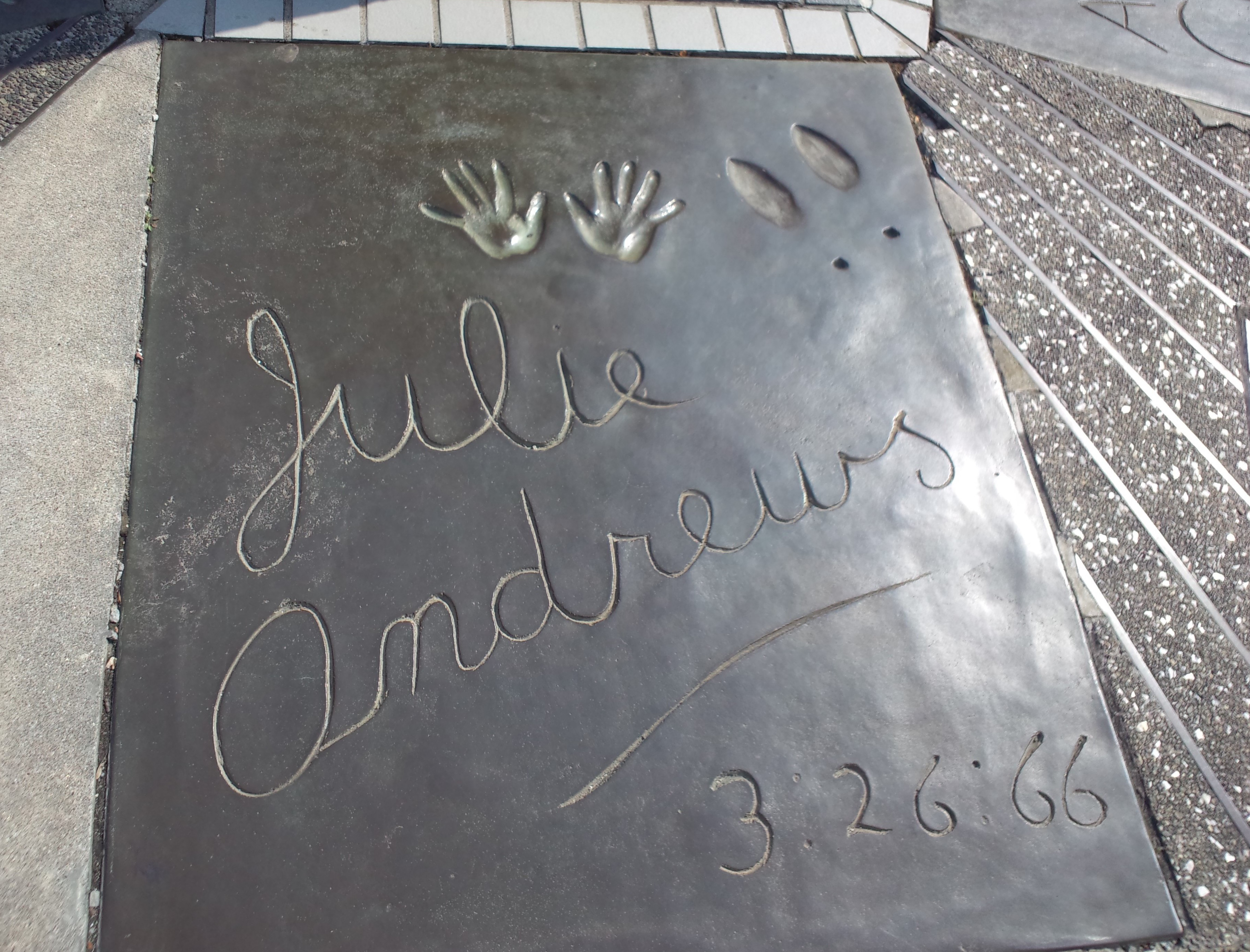
Autógrafo e impressões das mãos e dos pés de Julie Andrews na calçada do Teatro Chinês em Hollywood

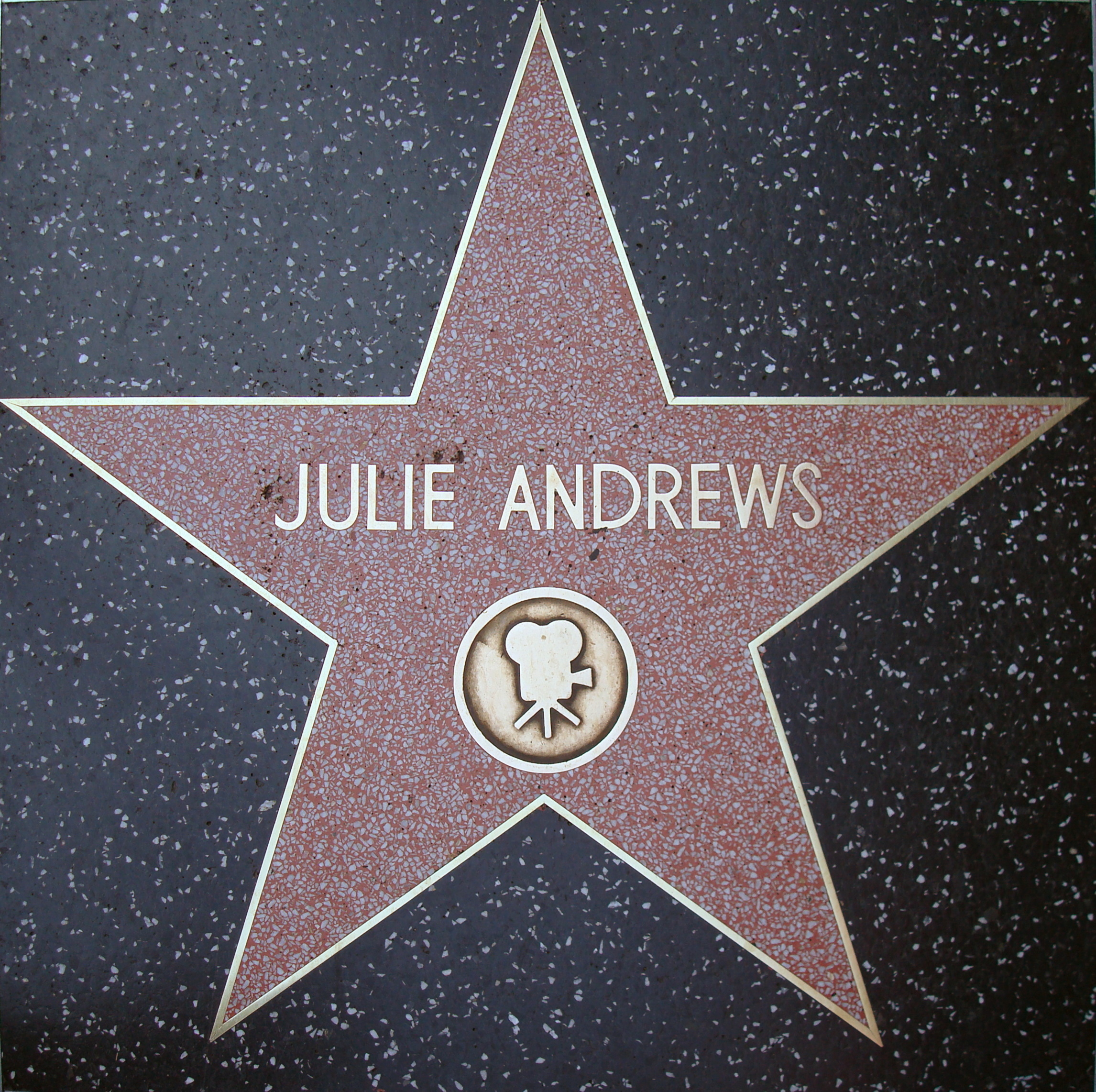
Estrela de Julie Andrews na Calçada da Fama de Hollywood

| Ano           | Filme                                    | Personagem                | Notas |
| ------------- | ---------------------------------------- | ------------------------- | --- |
| 1964          | Mary Poppins                             | Mary Poppins              | *Oscar de Melhor Atriz *Globo de Ouro de Melhor Atriz em Comédia ou Musical *BAFTA de Melhor Atriz Revelação *Golden Laurel de melhor performance feminina em musical Indicada - David di Donatello de Melhor Atriz Estrangeira                                                        |
| 1964          | The Americanization of Emily             | Emily Barham              | Indicada - BAFTA de Melhor Atriz Britânica |
| 1965          | The Sound of Music                       | Maria von Trapp           | *Globo de Ouro de Melhor Atriz em Comédia ou Musical *Golden Laurel de melhor performance feminina em musical *David di Donatello de Melhor Atriz Estrangeira Indicada - Oscar de Melhor Atriz Indicada - César de Melhor Atriz Estrangeira Indicada - BAFTA de Melhor Atriz Britânica |
| 1966          | Torn Curtain                             | Dra. Sarah Louise Sherman | |
| 1966          | Hawaii                                   | Jerusha Bromley           | |
| 1967          | Thoroughly Modern Millie                 | Millie Dillmount          | *Golden Laurel de melhor performance feminina em comédia Indicada - Globo de Ouro de Melhor Atriz em Comédia ou Musical |
| 1968          | Star!                                    | Gertrude Lawrence         | Indicada - Globo de Ouro de Melhor Atriz em Comédia ou Musical |
| 1970          | Darling Lili                             | Lili Smith (Schmidt)      | Indicada - Globo de Ouro de Melhor Atriz em Comédia ou Musical |
| 1974          | The Tamarind Seed                        | Judith Farrow             | |
| 1979          | Mulher nota 10                           | Samantha Taylor           | Indicada - Globo de Ouro de Melhor Atriz em Comédia ou Musical |
| 1980          | Little Miss Marker                       | Amanda                    | |
| 1981          | S.O.B.                                   | Sally Miles               | |
| 1982          | Victor/Victoria                          | Victor/Victoria           | *Globo de Ouro de Melhor Atriz em Comédia ou Musical *Kansas City Film Critics Circle Awards - Melhor Atriz Principal *David di Donatello de Melhor Atriz Estrangeira Indicada - Oscar de Melhor Atriz Indicada - César de Melhor Atriz Estrangeira                                    |
| 1982          | Trail of the Pink Panther                | Participação especial     | |
| 1983          | The Man Who Loved Women                  | Marianna                  | |
| 1986          | That's Life!                             | Gillian Fairchild         | Indicada - Globo de Ouro de Melhor Atriz em Comédia ou Musical |
| 1986          | Duet for One                             | Stephanie Anderson        | Indicada - Globo de Ouro de Melhor Atriz - Drama |
| 1991          | Cin cin (filme italiano]])               | Mrs. Pamela Piquet        | A Fine Romance - título nos Estados Unidos |
| 2000          | Relative Values                          | Felicity Marshwood        | |
| 2001          | The Princess Diaries                     | Rainha Clarisse Renaldi   | *Kids' Choice Award para atriz de cinema favorita |
| 2002          | Unconditional Love                       | Participação especial     | |
| 2004          | Shrek 2                                  | Rainha Lillian            | voz (dublagem) |
| 2004          | The Princess Diaries 2: Royal Engagement | Rainha Clarisse Renaldi   | |
| 2007          | Shrek the Third                          | Queen Lillian             | voz (dublagem) |
| 2007          | Enchanted                                | Narradora                 | voz (dublagem) |
| 2010          | Tooth Fairy                              | Lili                      | |
| 2010          | Shrek Forever After                      | Rainha Lillian            | voz (dublagem) |
| 2010          | Despicable Me                            | Marlena                   | voz (dublagem) |
| 2017          | Despicable Me 3                          | Marlena                   | voz (dublagem) |
| 2018          | Aquaman (filme)                          | Karathen                  | voz (dublagem) |
| 2020–presente | Bridgerton                               | Lady Whistledown          | Narradora; 8 episódios |
| 2021          | Minions: The Rise of Gru                 | Marlena                   | voz (dublagem) |